# Xã Grant, Quận DeKalb, Indiana
Xã Grant (tiếng Anh: Grant Township) là một xã thuộc quận DeKalb, tiểu bang Indiana, Hoa Kỳ. Năm 2010, dân số của xã này là 3.245 người.